# タイラー・ペリーのピープルズ家の婿入り修行
『タイラー・ペリーのピープルズ家の婿入り修行』（原題:Peoples）は2013年に公開されたアメリカ合衆国のコメディ映画である。監督はティナ・ゴードン・キスム、主演はクレイグ・ロビンソンが務めた。本作は日本国内で劇場公開されなかったが、YouTubeでの配信が行われている。なお、本作はキスムの映画監督デビュー作でもある。

## ストーリー
ピープルズ家は東海岸に暮らす裕福な一家である。年に一度、一家はムービー・ディック・デイと称して一堂に会することになっていたが、その週末にウェイド・ウォーカーが一家を訪ねてきた。グレイスの恋人でもあるウェイドは、兄のクリスにけしかけられてグレイスに求婚するつもりでやって来たのだった。
意気揚々とピープルズ家の門を叩いたウェイドだったが、飼い犬に追い回されることになり、それが原因で財布を落としてしまった。食料品店のレジでそれに気が付いたウェイドは慌てふためくが、その場に居合わせたグレイスの父親（ヴァージル）に立て替えて貰った。その後、ウェイドはピープルズ家の人々からグレイスについての情報を多数得た。その中には「グレイスは豊胸手術をした」という知りたくなかった情報も混じっていた。ウェイドはディナーの席上でグレイスにプロポーズしようとしたが、ヴァージルが立て替えた分の支払いを催促してきたため、タイミングを逸してしまった。
ウェイドが気晴らしに浜辺を散歩していると、ヌーディストの一団に遭遇した。驚くべきことに、そこにはヴァージルの姿があった。帰宅したウェイドは豊胸手術の一件をグレイスに問いただしたが、グレイスがあっさり認めたため怒りもどこかへ消えてしまった。2人はそのまま高校生になりきってセックスをした。その様子を窓から覗いていたヴァージルはムカつきながらその場を直ちに離れた。
偶然、ウェイドはグレイスの兄（サイモン）が窃盗をしている現場を目撃してしまう。その後、ウェイドがピープルズ家を探検していると、グレイスの母親（ダフネ）が現役時代に身につけていた髪飾りを見つけた。今でこそ酒浸りなダフネだったが、彼女にも輝いていた時代があったのである。ヴァージルに咎められたため、それ以上の探検はできなかった。ほどなくして、クリスがピープルズ家にやって来た。クリスはウェイドのプロポーズを手助けするためにわざわざやって来たのだった。ヴァージルはクリスをも快く迎え入れた。
ナナ・ピープルズの家で、ウェイドはダフネに歌を歌わせたが、その様子をヴァージルは苦々しい表情で眺めていた。その頃、クリスはグロリアにちょっかいを出していたが、それが原因でメグを怒らせることになった。帰宅後、ダフネはイヤリングが盗まれていることに気が付いた。その話を聞いたヴァージルは真っ先にウェイドを疑っていた。ウェイドとクリスはバーでサイモンが謎の女性に話しかけているのを目撃した。2人はトイレでサイモンを捕まえ、イヤリングを返すように説教した。
その後、ウェイドはムービー・ディック・デイに参加するが、そこでドラッグを摂取したために醜態をさらすことになった。それが原因で、ウェイドとヴァージルの対立は決定的なものとなってしまった。

## キャスト
- クレイグ・ロビンソン - ウェイド・ウォーカー
- ケリー・ワシントン - グレイス・ピープルズ
- デヴィッド・アラン・グリア - ヴァージル・ピープルズ
- S・エパサ・マーカーソン - ダフネ・ピープルズ
- ダイアン・キャロル - ナナ・ピープルズ
- タイラー・ジェームズ・ウィリアムズ - サイモン・ピープルズ
- カリ・ホーク - グロリア・ピープルズ
- マルコム・バレット - クリス・ウォーカー
- アナ・ガステヤー - ホッジ市長
- キムリー・ルイス＝デイヴィス - メグ

## 興行収入
本作は『華麗なるギャツビー』と同じ週に封切られ、公開初週末に1420万ドル前後を稼ぎ出すと予想されていたが、実際の数字はそれを大きく下回るものとなった。2013年5月10日、本作は全米2041館で公開され、公開初週末に461万ドルを稼ぎ出し、週末興行収入ランキング初登場4位となった。

## 評価
本作に対する批評家の評価は伸び悩んでいる。映画批評集積サイトのRotten Tomatoesには62件のレビューがあり、批評家支持率は37%、平均点は10点満点で5.2点となっている。サイト側による批評家の見解の要約は「『タイラー・ペリーのピープルズ家の婿入り修行』は温かくて愛らしい茶番劇であり、クスッと笑えるものがある。しかし、そのストーリーの大部分は先の展開が読めるもので、陳腐なメッセージを届けているに過ぎない。」となっている。また、Metacriticには26件のレビューがあり、加重平均値は52/100となっている。なお、本作のCinemaScoreはB-となっている。